# Pastinaca apula
Pastinaca apula är en flockblommig växtart som beskrevs av Koso-pol. Pastinaca apula ingår i släktet palsternackor, och familjen flockblommiga växter. Inga underarter finns listade i Catalogue of Life.